# هاجوهو
هاجوهو هي قرية تقع في جزيرة أنجوان في جزر القمر. بلغ عدد سكانها 1,558 نسمة حسب إحصاء عام 1991. و2,743 في تقدير عام 2009.